# Jean Baptiste Perrin
Jean Baptiste Perrin (Lille, 30. rujna 1870. - New York, 17. travnja 1942.), francuski fizičar i kemičar. Školovao se na Visokoj školi u Parizu, a 1898. zaposlio na Pariškom sveučilištu, gdje je poslije (od 1910. do 1940.) bio profesor fizikalne kemije. Istraživao rendgensko i katodno zračenje. Prvi je nedvojbeno dokazao da su katodne zrake roj čestica negativnoga naboja (1895.). Proučavao je Brownovo gibanje i tim pokusima potvrdio atomsku građu tvari. Proučavanjem taloženja koloidnih čestica u otopinama potvrdio je Einsteinovu teorijsku jednadžbu, koja se odnosi na tu pojavu, te procijenio obujam atoma i molekula kao i njihov broj u zadanom obujmu (volumenu), to jest odredio je vrijednost Avogadrovog broja. Napisao je nekoliko udžbenika i popularnih djela iz fizike. Za rad na dokazivanju diskontinuirane strukture tvari i za otkriće sedimentacijske ravnoteže dobio je 1926. Nobelovu nagradu za fiziku.

## Životopis

### Rane godine
Rođen je u Lilleu, a u Parizu je pohađao Visoku školu (fr. École Normale Supérieure, elitnu Grandes écoles). Postao je pomoćnik (asistent) u školi u razdoblju od 1894. do 1897. tijekom kojega je počeo izučavati katodne i X-zrake. Godine 1897. dodijeljen mu je stupanj doktora znanosti (docteur ès sciences). Iste je godine imenovan predavačem fizikalne kemije na Sorboni u Parizu. Profesorom na Sveučilištu postao je 1910., držeći tu poziciju sve do njemačke okupacije Francuske tijekom Drugog svjetskog rata.

### Istraživanje
Godine 1895. utvrdio je da su katodne zrake građene od negativno nabijenih čestica (elektroni). Izračunao je Avogadrov broj pomoću nekoliko metoda te je objasnio solarnu energiju termonukelarnim reakcijama vodika.
Nakon što je Albert Einstein 1905. godine objavio svoja teoretska objašnjenja Brownovog gibanja u uvjetima atoma, Perrin je napravio eksperimentalno istraživanje kako bi testirao i potvrdio Einsteinova predviđanja te je time smirio stoljetno osporavanje Daltonove atomske teorije.
Jean Perrin primio je Nobelovu nagradu za fiziku 1926. godine za rad na diskontinuiranoj strukturi materije, a naročito za otkriće sedimentacijske ravnoteže. Time je jasno okončana duga borba vezana za fizičko postojanje molekula.

## Brownovo gibanje
Brownovo gibanje je nasumično gibanje čestica koje su mnogo veće nego atomi i obične molekule, ali premalene da bi bile vidljive golim okom u nekom fluidu, kao primjerice gibanje čestica dima u zraku ili peludnih čestica u vodi. Robert Brown otkrio je oko 1820. s pomoću mikroskopa da se čestice peluda raspršene u tekućini neprekidno nasumce gibaju amo-tamo. Ta je pojava po njemu nazvana Brownovo gibanje. Ona je izravan dokaz molekularno-kinetičke teorije. Prema toj teoriji molekule fluida neprestano se nasumce gibaju, udaraju u čestice koje se vide mikroskopom i potiskuju ih amo-tamo. Konačan rezultat sudara s molekulama fluida gibanje je čestice po izlomljenoj crti. Što su veće te čestice, manja je razlika između broja molekula koje su se sudarile s česticama s pojedinih strana i to se manje ističe njihovo Brownovo gibanje. Ono se i ne opaža za čestice dovoljno velike da se vide golim okom. Promjer čestica koje pokazuju intenzivno Brownovo gibanje je oko 10–7 do 10–6 metara, što je približno tisuću puta više od promjera molekula. Teoriju Brownova gibanja razvio je Albert Einstein 1905. Godine 1908. Jean Baptiste Perrin pokusom s pomoću Brownova gibanja odredio je vrijednost Avogadrovog broja i tim pokusima potvrdio atomsku građu tvari.

### Privatni život
Perrin je bio časnik u inženjerskim postrojbama tijekom Prvog svjetskog rata. Kada su Nijemci, 1940., provalili u Francusku, pobjegao je u SAD gdje je, 1942. preminuo u New Yorku. Nakon rata, 1948., njegovi su posmrtni ostaci transportirani u Francusku gdje su u Panthéonu sahranjeni.

## Radovi
Perrin je autor mnogobrojnih knjiga i znanstvenih radova. Neke od njegovih najznačajnijih publikacija su:
- Rayons cathodiques et rayons X
- Les Principes
- Electrisation de contact
- Réalité moléculaire
- Matière et Lumière
- Lumière et Reaction chimique